# Choiseul (Sainte-Lucie)
Pour les articles homonymes, voir Choiseul.
Choiseul est un village de Sainte-Lucie dans le district de Choiseul.

## Géographie
Choiseul est située entre Soufrière et Vieux Fort, face à la baie de Choiseul.

## Histoire
Nommée à l'origine Anse Citron, Choisel devient une paroisse indépendante en 1765. Elle tient son nom du duc de Choiseul.
En 1769, un recensement est effectué et enregistre 75 blancs, 25 de couleur libre, 512 nègres sur 69 domaines. Cependant, l'essentiel de l'activité se déroule à l'origine dans la région de la rivière Dorée, au sud-est de Choiseul.
Une église anglicane à River Dorée est construite en 1846 et la première école est ouverte en 1848. La région est alors principalement gérée par des propriétaires de plantations anglais et à la fin du XIXe siècle, la population est d'environ 4 000 habitants.
Une église catholique est construite à la fin du XIXe siècle par le Père Pierre Prudent René. La construction dure plusieurs années et en 1914, l'église est achevée.

## Galerie

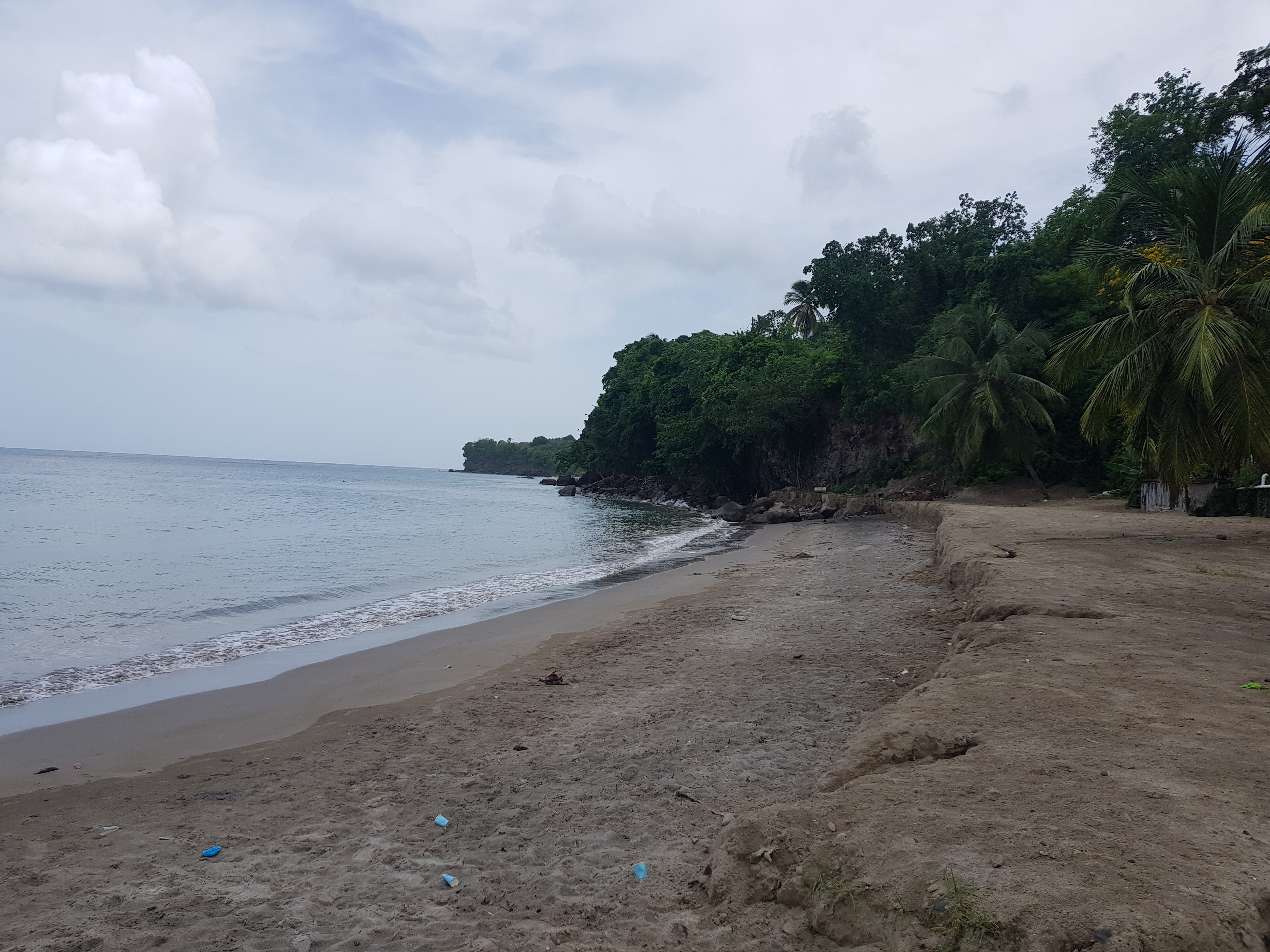
Plage de Choiseul.
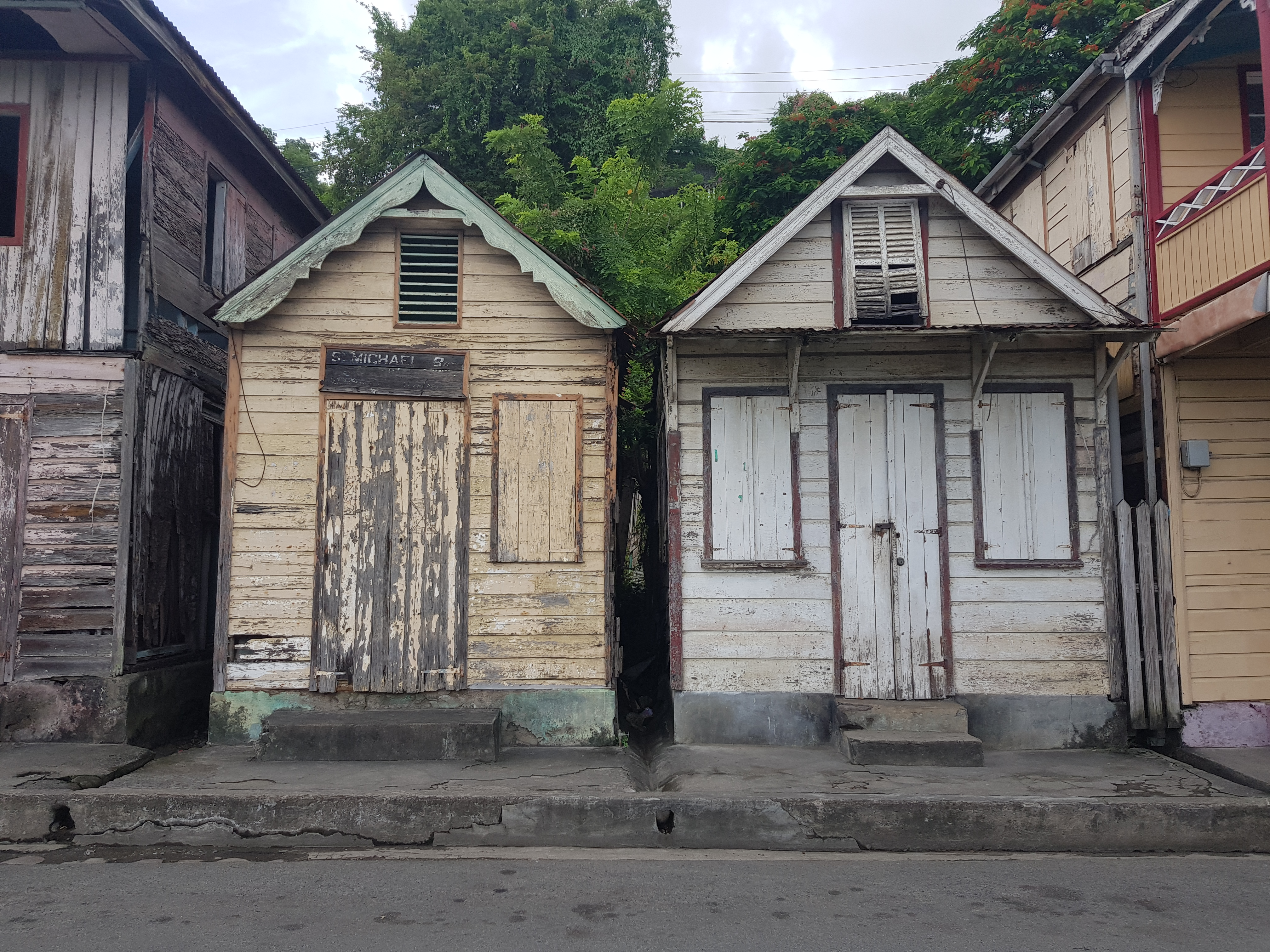
Maisons à Choiseul.
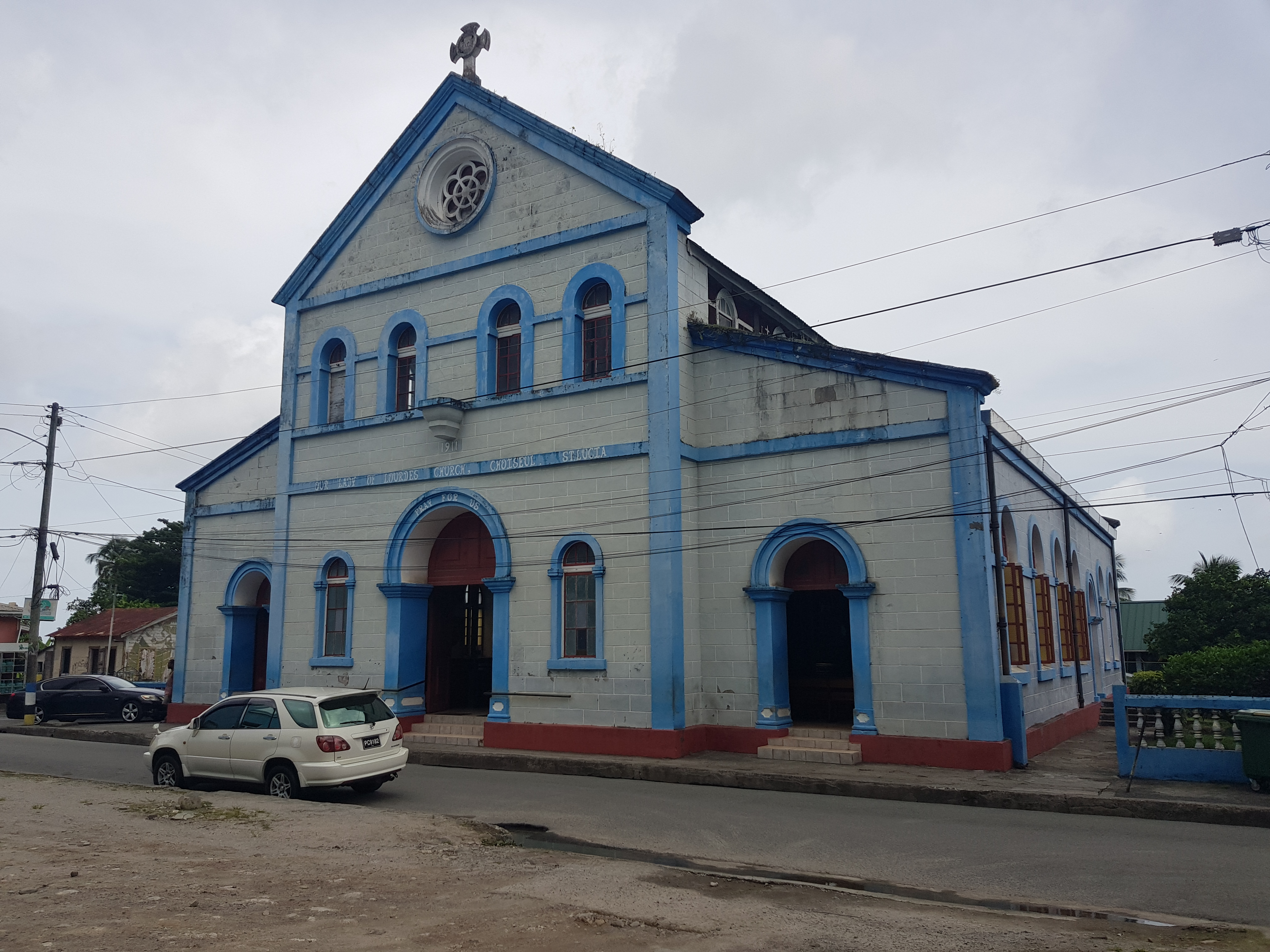
Église Notre-Dame de Lourdes de Choiseul.
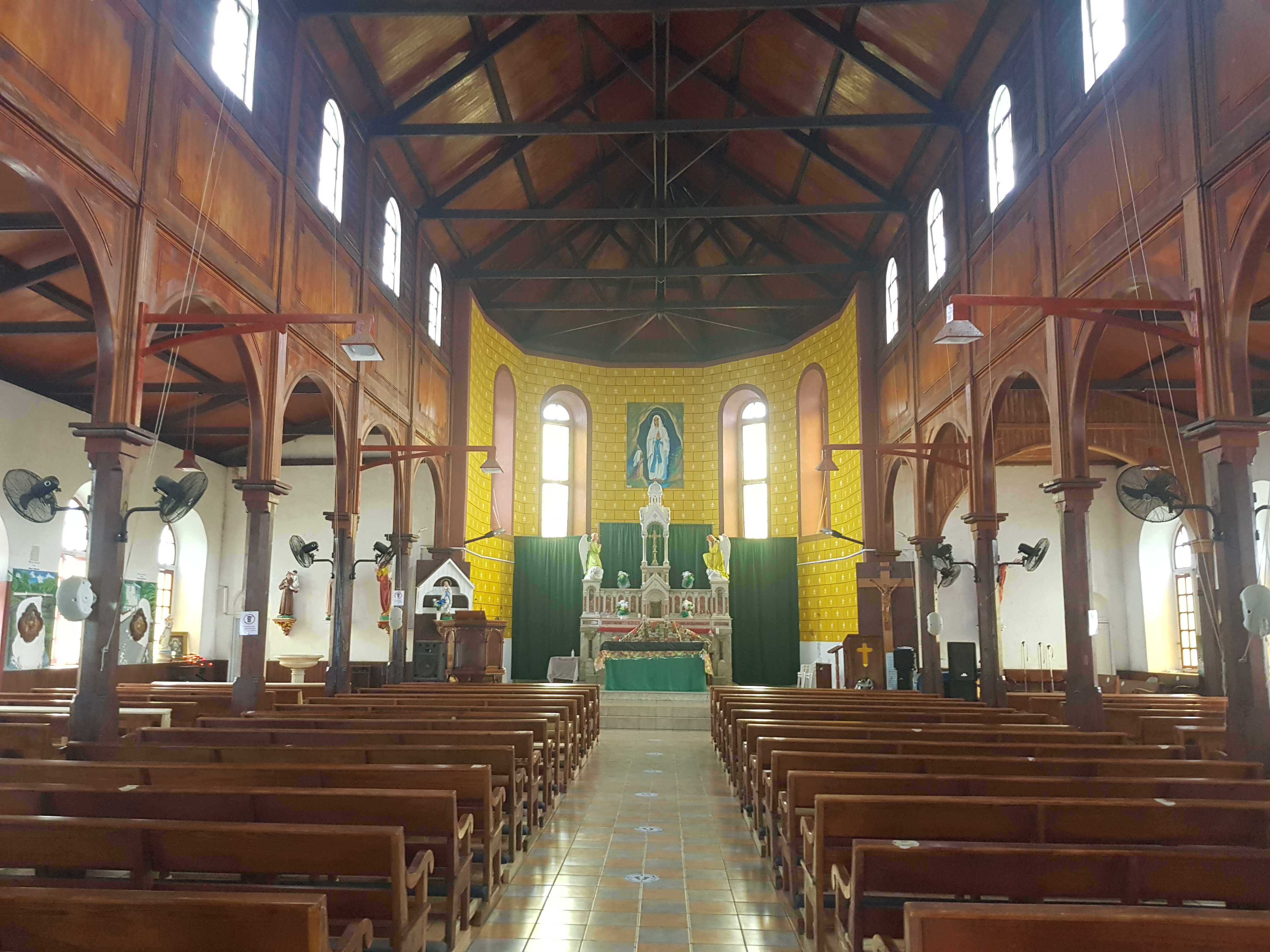
Intérieur de l'église de Choiseul.
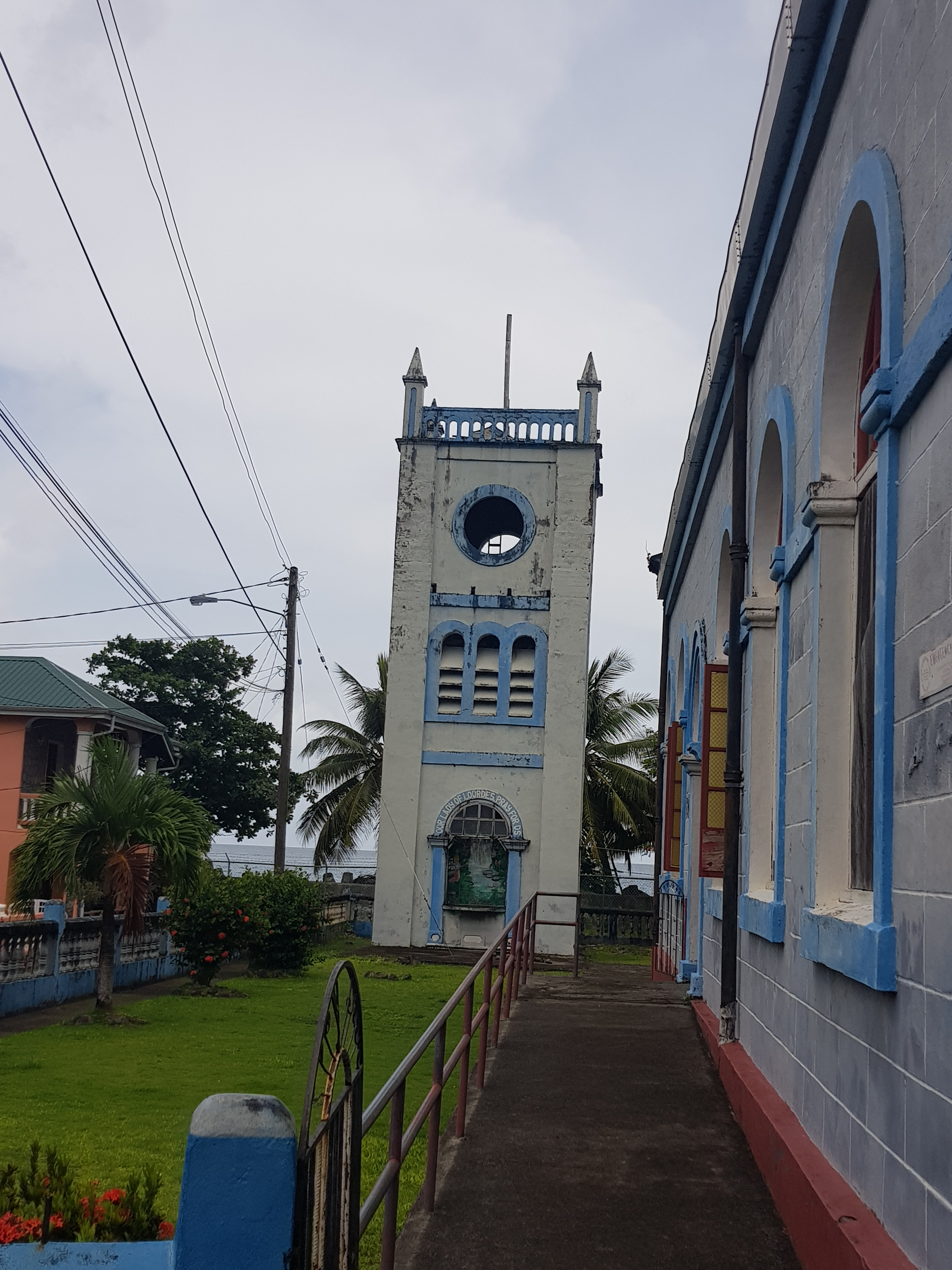
Campanile de l'église Notre-Dame de Lourdes de Choiseul.